# Kupiski Stare (gromada)
Kupiski Stare (pod koniec Stare Kupiski) – dawna gromada, czyli najmniejsza jednostka podziału terytorialnego Polskiej Rzeczypospolitej Ludowej w latach 1954–1972.
Gromady, z gromadzkimi radami narodowymi (GRN) jako organami władzy najniższego stopnia na wsi, funkcjonowały od reformy reorganizującej administrację wiejską przeprowadzonej jesienią 1954 do momentu ich zniesienia z dniem 1 stycznia 1973, tym samym wypierając organizację gminną w latach 1954–1972.
Gromadę Kupiski Stare z siedzibą GRN w Kupiskach Starych utworzono – jako jedną z 8759 gromad – w powiecie łomżyńskim w woj. białostockim, na mocy uchwały nr 18/V WRN w Białymstoku z dnia 4 października 1954. W skład jednostki weszły obszary dotychczasowych gromad Kupiski Stare, Kupiski Nowe, Janowo, Jednaczewo i Bożenica ze zniesionej gminy Kupiski w tymże powiecie. Dla gromady ustalono 18 członków gromadzkiej rady narodowej.
31 grudnia 1959 do gromady Kupiski Stare przyłączono przyległy do wsi Szablak obszar lasów państwowych N-ctwa Łomża obejmujący oddziały 22 i 23 ze znoszonej gromady Mątwica oraz wsie Sierzputy Młode i Sierzputy Stare ze zniesionej gromady Chojny Młode.
1 stycznia 1972 do gromady Stare Kupiski przyłączono wsie Dłużniewo, Jarnuty, Konarzyce, Kraska, Łochtynowo i Zawady ze zniesionej gromady Konarzyce oraz obszar użytków rolnych miejscowości Stara Łomża i Zawady z miasta Łomża. Tego samego dnia siedzibę GRN przeniesiono do miasta Łomży.
Gromada przetrwała do końca 1972 roku, czyli do kolejnej reformy gminnej. 1 stycznia 1973 Łomża stała się siedzibą wiejskiej gminy Łomża.